# 濾齒翼龍屬
濾齒翼龍屬是翼龍目梳頜翼龍科的一属，生存於白堊紀早期的東亞，是热河生物群发现的第五个梳颌翼龙类物種。

## 發現與命名
正模標本（編號IVPP V12339）發現於中國遼寧省西部，屬於義縣組下層的尖山溝層，地質年代約1億2500萬年前，相當於阿普第階早期。化石是一個關節脫落的頭顱骨、下頜枝部位、以及前兩節頸椎。
在2011年，中國科學院古脊椎與古人類研究所的蔣順興、汪筱林將這個化石敘述、命名。目前本屬為單型屬，模式種是邱氏濾齒翼龍（P. qiui），屬名是由古希臘文的「翼」（pteron）與拉丁文的「過濾器」（filtrum）所構成，意指牠們的齒列；種名則是以古生物學家邱占祥為名。

## 敘述
濾齒翼龍的頭顱骨非常長，長20.8公分。頭顱骨外形平順、側面的中段稍微下凹、頭顱骨上側缺乏骨質頭冠。下頜也很長，中央沒有隆脊
蔣順興、汪筱林列出五個濾齒翼龍的可鑑定特徵。牙齒總數約達112顆。頭顱骨的前面58%部份具有牙齒。前段牙齒長度不一。下頜聯合處的長度約為下頜的58%長。下頜聯合處的下側有個低槽。最後兩個屬於自衍徵。
濾齒翼龍的牙齒長、呈尖狀。前段牙齒最大型、牙齒朝向前方；越後段牙齒越小、牙齒逐漸朝向兩側。當嘴巴咬合時，上下頜的牙齒會嚙合，而上頜前段的長牙會突出於下頜前端。牙齒間隔相當一致。上頜每邊有29顆牙齒，第二、第五顆牙齒最長。下頜長17.4公分，每邊約有27顆牙齒。
蔣順興、汪筱林在命名濾齒翼龍時，將牠們歸類於始翼手龍超科（Archaeopterodactyloidea）的梳頜翼龍科。